# Mitu tuberosum
Mitu tuberosum là một loài chim trong họ Cracidae.